# فالكيري (مارفل كومكس)
فالكيري هي شخصية خيالية في مارفل كومكس من ابتكار روي توماس وجون بوسيما.ظهرت الشخصية لأول مرة في ديسمبر 1970.